# Philip Locke
Philip Locke (ur. 29 marca 1928 w Marylebone, w Londynie, zm. 19 kwietnia 2004 w Dedham) – brytyjski aktor filmowy, teatralny, telewizyjny i głosowy.

## Życiorys
Urodził się w Marylebone, w środkowym Londynie, jako syn Frances i Jamesa Locke. Uczył się aktorstwa w Royal Academy of Dramatic Art. W 1954 zadebiutował na scenie Oldham Reporter jako Feste w komedii Williama Shakespeare’a Wieczór Trzech Króli i trafił na Broadway jako Francis Flute w Śnie nocy letniej. Od końca lat 50. był członkiem zespołu w Royal Court Theatre, gdzie John Osborne określił go jako „wyjątkowego i niezawodnego”. Był weteranem licznych produkcji Royal National Theatre i Royal Shakespeare Company. W 1975 był nominowany do Tony Award za rolę profesora Moriarty’ego w spektaklu Sherlock Holmes na podstawie powieści Arthura Conana Doyle’a.
Był znany z ról nerwowych fanatyków i złoczyńców. Miał na koncie wiele ról filmowych i telewizyjnych, w tym gościnny udział w serialach takich jak Rewolwer i melonik (1961-1967), Święty (1968), Doktor Who (1982), Bergerac (1989), Poirot (1989) i Jeeves and Wooster (1993). Wystąpił w dramacie Clive’a Donnera Oliver Twist (1982), będącym ekranizacją powieści Karola Dickensa, oraz Ivanhoe (1982) wg powieści Waltera Scotta. Najbardziej znaną kreacją, jaką stworzył, była postać zabójcy Vargasa w filmie z serii o agencie Jamesie Bondzie Operacja Piorun (1965).
W życiu prywatnym jego partnerem był Michael Ivan.

## Wybrana filmografia
- 1965: Operacja Piorun jako Vargas
- 1973: Hitler – ostatnie 10 dni jako Hanske
- 1979: Ucieczka na Atenę jako major Vogel
- 1982: Oliver Twist (TV) jako pan Sowerberry
- 1982: Ivanhoe jako arcymistrz
- 1983: A statek płynie jako premier
- 1994: Jakub (TV) jako wieszcz
- 1994: Tom i Viv jako Charles Haigh-Wood
- 1995: Otello jako senator
- 1997: Wilde. Historia pisarza jako sędzia